# Flamme rouge

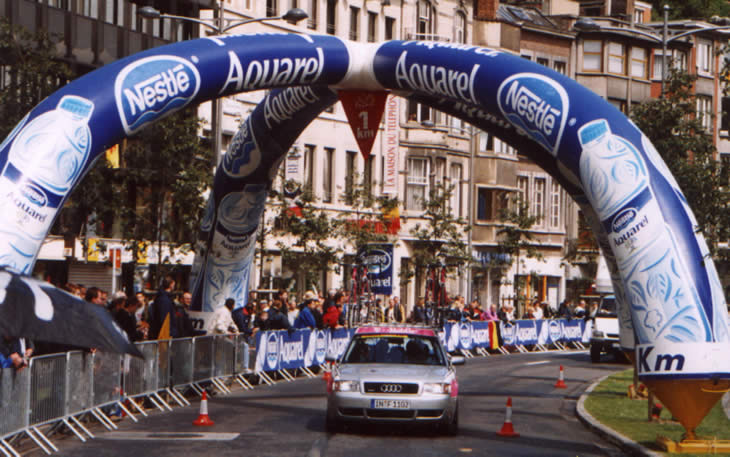
Flamme rouge tijdens de eerste etappe van de Ronde van Frankrijk 2004

De "flamme rouge" of rode vod is een rode vlag in de vorm van een driehoekige wimpel, hangend boven het wegdek, die aangeeft op welk punt de renners beginnen aan de laatste kilometer van de wielerwedstrijd. Bij professionele wielerwedstrijden wordt tevens een aantal andere punten gemarkeerd door middel van vaantjes op de volgende punten vóór de finish: 25, 20, 10, 5, 4, 3, en 2 km. In de laatste kilometer worden de afstanden tot de finish met borden aangegeven langs de kant van de weg.
De flamme rouge werd voor het eerst toegepast in de Ronde van Frankrijk van 1906. 